# جون إدوارد روبنسون (قاتل متسلسل)
جون إدوارد روبنسون (بالإنجليزية: John Edward Robinson) هو قاتل متسلسل أمريكي، ولد في 27 ديسمبر 1943 في سيسيرو في الولايات المتحدة.

## وصلات خارجية
- جون إدوارد روبنسون على موقع إن إن دي بي (الإنجليزية)

وثائقي تعريفي :أول قاتل عبر الانترنت جون إدوارد روبنسون John Edward Robinson